# Khalifa Al Mutaiwei
Khalifa Al Mutaiwei (Dubai, 25 maggio 1971) è un pilota di rally emiratino, specializzato nei rally raid, vincitore di due Coppa del mondo rally raid (2004 e 2012).

## Biografia
Pilota ufficiale del team tedesco X-Raid, il suo navigatore è il tedesco Andreas Schulz, già vincitore di due Dakar (2001 e 2003).
Nella stagione 2012 la sua consacrazione, dopo la fiammata del 2004 (vittoria nella classifica generale della Coppa del mondo rally raid), con il successo al Rally dei Faraoni in ottobre e l'aggiudicazione del titolo di campione del mondo rally raid con una gara di anticipo.

## Palmarès
2004
- in Coppa del mondo rally raid

2012
- all'Baja Spain
- all'Abu Dhabi Desert Challenge
- al Rally dei Faraoni
- in Coppa del mondo rally raid